# Epeolus vinogradovi
Epeolus vinogradovi là một loài Hymenoptera trong họ Apidae. Loài này được Popov mô tả khoa học năm 1952.